# X-COM: Apocalypse
X-COM: Apocalypse ist ein rundenbasiertes taktisches Strategiespiel, das 1997 für MS-DOS und Windows bei Microprose erschien. Es ist der dritte Teil innerhalb der X-COM-Serie und der Nachfolger zu X-COM: Terror from the Deep. Im Gegensatz zum Vorgänger wurde es von Mythos Games, den Schöpfern des ersten Teils, entwickelt.

## Handlung
Aufgrund der Hinterlassenschaften der Außerirdischen hat die Menschheit bereits erste Kolonien im Weltraum errichtet. Die Erde ist von Riesenstädten bedeckt. Aktueller Einsatzort für die X-COM Truppe ist MegaPrime, das von Außerirdischen angegriffen wird.

## Spielprinzip
Die Stadt wird in isometrischer Perspektive dargestellt. Um Basen zu bauen, müssen Grundstücke erworben werden. Ein Fuhrpark ermöglicht es UFOs abzuschießen oder zum Landen zu zwingen und in Einsatzgebiete zu fahren, wo ein taktischer Einsatz beginnt, der rundenbasiert oder in Echtzeit oder ausgetragen werden kann, wobei die Zeit verlangsambar ist. Geborgene Außerirdische und deren Technologie können in der eigenen Entwicklungsabteilung verwendet werden.

## Rezeption
Grafisch sei das Spiel deutlich besser, böte aber laut PC Player ansonsten wenig Innovationen. Ganz anders sah dies die Power Play, die das fesselnde Spielprinzip und die lange Spieldauer hervorhob. Einzig die Bedienung in der Basis sei umständlich. Auch PC Joker attestierte, dass sich die Einarbeitung lohne.